# 班加羅爾五人制足球俱樂部

班加羅爾五人制足球俱樂部(Bengaluru FC Futsal)是位於卡納塔卡邦班加羅爾的印度職業五人制足球俱樂部，隸屬於班加羅爾足球會。俱樂部參賽於印度五人制足球俱樂部最高層級賽事五人制足球俱樂部錦標賽。

## 最近的賽季
最後更新：2021年11月
| 賽季 | 等級 | Division | 結果   |
| ---- | ---- | -------- | ------ |
| 2021 | 1    | FCC      | 準決賽 |

## 外部連結
AIFF Futsal （页面存档备份，存于）